# Lijst van rijksmonumenten aan de Herengracht (Amsterdam, Zuid)
Een overzicht van de 423 rijksmonumenten aan de Herengracht in Amsterdam.
Het overzicht is opgesplitst in drie delen. 
Dit is het zuidelijke gedeelte vanaf de Leidsestraat tot de Amstel. Dit zijn de nummers 435 t/m 627 aan de oneven zijde en 426 t/m 598 aan de even zijde.
Zie ook de lijst van het noordwestelijke gedeelte vanaf de Brouwersgracht tot de Raadhuisstraat. Dat zijn de nummers 1 t/m 211 aan de oneven zijde en 2 t/m 184 aan de even zijde. 
Zie ook de lijst van het zuidwestelijke  gedeelte vanaf de Raadhuisstraat tot de Leidsestraat. Dat zijn de nummers 213 t/m 433 aan de oneven zijde en 186 t/m 424 aan de even zijde.
| Object | Oorspronkelijke functie? | Bouwjaar                                                            | Architect                  | Locatie                   | Coördinaten?                  | Nr.?   | Afbeelding                                                                |
| --- | ------------------------ | ------------------------------------------------------------------- | -------------------------- | ------------------------- | ----------------------------- | ------ | ------------------------------------------------------------------------- |
| Pand met gevel onder rechte lijst met consoles | Gebouw                   | 18e eeuw                                                            |                            | Herengracht 443           | 52° 22' 1" NB, 4° 53' 20" OL  | 1641   | Meer afbeeldingen                                                         |
| Pand met gevel onder in- en uitgezwenkte versierde lijstvormige bekroning | Gebouw                   | ca. 1775                                                            |                            | Herengracht 445A          | 52° 22' 0" NB, 4° 53' 20" OL  | 1642   | Meer afbeeldingen                                                         |
| Pand met klokgeveltje | Gebouw                   | na 1768                                                             |                            | Herengracht 447           | 52° 22' 0" NB, 4° 53' 20" OL  | 1643   | Meer afbeeldingen                                                         |
| Pand met gevel onder rechte lijst met consoles | Woonhuis                 | derde kwart 18e eeuw                                                |                            | Herengracht 449           | 52° 21' 60" NB, 4° 53' 20" OL | 1644   | Meer afbeeldingen                                                         |
| Pand met gepleisterde gevel onder rechte lijst met triglyfen | Gebouw                   | mogelijk eind 18e eeuw                                              |                            | Herengracht 451           | 52° 21' 60" NB, 4° 53' 21" OL | 1645   | Meer afbeeldingen                                                         |
| Huis achter een traditionele gevel onder rechte lijst | Gebouw                   | 1668                                                                |                            | Herengracht 453           | 52° 21' 60" NB, 4° 53' 21" OL | 1646   | Meer afbeeldingen                                                         |
| Pand met zandstenen gevel met middenrisaliet en hoeklisenen, onder rechte lijst | Gebouw                   | ca. 1800                                                            |                            | Herengracht 455           | 52° 21' 60" NB, 4° 53' 21" OL | 1647   | Meer afbeeldingen                                                         |
| Pand met gevel | Gebouw                   | 17e/18e/19e eeuw                                                    |                            | Herengracht 457           | 52° 21' 59" NB, 4° 53' 21" OL | 1648   | Meer afbeeldingen                                                         |
| Dubbel huis met gevel onder rechte lijst | Gebouw                   | 17e/18e/19e eeuw                                                    |                            | Herengracht 471           | 52° 21' 58" NB, 4° 53' 23" OL | 1649   | Meer afbeeldingen                                                         |
| Pand met gevel onder rechte triglyfenlijst met rozetten en dakkapel | Gebouw                   | ca. 1800 eerste kwart 19e eeuw                                      |                            | Herengracht 473           | 52° 21' 58" NB, 4° 53' 25" OL | 1650   | Meer afbeeldingen                                                         |
| Dubbel huis met zandstenen gevel met middenrisaliet en geblokte hoeklisenen, onder rechte lijst met triglyfen, consoles en attiek | Gebouw                   | eerste helft 18e eeuw                                               |                            | Herengracht 475           | 52° 21' 58" NB, 4° 53' 25" OL | 1651   | Meer afbeeldingen                                                         |
| Dubbel huis met gevel | Gebouw                   | tweede helft 17e eeuw                                               |                            | Herengracht 477           | 52° 21' 58" NB, 4° 53' 25" OL | 1652   | Meer afbeeldingen                                                         |
| Dubbel huis met gevel | Gebouw                   | 18e/19e eeuw                                                        |                            | Herengracht 479           | 52° 21' 57" NB, 4° 53' 25" OL | 1653   | Meer afbeeldingen                                                         |
| Dubbel huig met gevel | Gebouw                   | 17e/18e eeuw                                                        |                            | Herengracht 481           | 52° 21' 57" NB, 4° 53' 26" OL | 1654   | Meer afbeeldingen                                                         |
| Huis onder gezamenlijk schilddak met 485 | Gebouw                   | tweede helft 17e eeuw                                               |                            | Herengracht 483           | 52° 21' 57" NB, 4° 53' 26" OL | 1655   | Meer afbeeldingen                                                         |
| Ondiep dubbel huis onder gezamenlijk schilddak met 483 | Gebouw                   | tweede helft 17e eeuw                                               |                            | Herengracht 485           | 52° 21' 57" NB, 4° 53' 26" OL | 1656   | Meer afbeeldingen                                                         |
| Huis met gevel onder gebeeldhouwde zandstenen verhoogde lijst met opzetstuk | Gebouw                   | 1665/1666 (kern)                                                    |                            | Herengracht 487           | 52° 21' 56" NB, 4° 53' 27" OL | 1657   | Meer afbeeldingen                                                         |
| Huis met gevel onder rechte lijst met triglyfen en consoles | Gebouw                   | 1665/1666                                                           |                            | Herengracht 489           | 52° 21' 56" NB, 4° 53' 27" OL | 1658   | Meer afbeeldingen                                                         |
| Pand met zandstenen gevel op gebeeldhouwde hardstenen onderpui, met gelaagde hoeklisenen en onder rechte lijst met consoles en attiek | Gebouw                   | tweede kwart 18e eeuw                                               |                            | Herengracht 491           | 52° 21' 56" NB, 4° 53' 27" OL | 1659   | Meer afbeeldingen                                                         |
| Dubbel huis | Gebouw                   | 1667 (kern)                                                         |                            | Herengracht 493           | 52° 21' 57" NB, 4° 53' 28" OL | 1660   | Meer afbeeldingen                                                         |
| "Magazijn en winkel voor den verkoop van Heeren-, Jongeheeren- en Kinderkleding en Modeartikelen" | Winkel                   | 1904-1905                                                           | P.A. Weeldenburg           | Herengracht 426           | 52° 21' 59" NB, 4° 53' 17" OL | 518332 | Meer afbeeldingen                                                         |
| Pand met zandstenen gevel met geblokte hoeklisenen en met beeldhouwwerk gevulde halfcirkelvormige bekroning | Gebouw                   | eerste kwart 18e eeuw                                               |                            | Herengracht 434           | 52° 21' 59" NB, 4° 53' 18" OL | 1846   | Meer afbeeldingen                                                         |
| Dubbel huis met gevel van drie traveeën met zandstenen hoeklisenen, zandstenen lijst met attiek en dito ingangspartij met balcon | Gebouw                   | 17e/18e eeuw (bouw) 19e eeuw (verb.)                                |                            | Herengracht 436           | 52° 21' 59" NB, 4° 53' 18" OL | 1847   | Meer afbeeldingen                                                         |
| Pand met vier vensters brede gevel met hoeklisenen en lijst waarop balustrade | Gebouw                   | 17e/18e eeuw                                                        |                            | Herengracht 438           | 52° 21' 59" NB, 4° 53' 18" OL | 1848   | Meer afbeeldingen                                                         |
| Dubbel huis met gevel van drie vensterassen onder rechte lijst met attiek | Gebouw                   | 17e/18e/19e eeuw                                                    |                            | Herengracht 440           | 52° 21' 58" NB, 4° 53' 19" OL | 1849   | Dubbel huis met gevel van drie vensterassen onder rechte lijst met attiek |
| Kantoorgebouw met eengezinswoning in een verstrakte art-nouveau-stijl | Handel en kantoor        | 1905-1906                                                           | J.A. Van Straaten          | Herengracht 442           | 52° 21' 58" NB, 4° 53' 19" OL | 518333 | Kantoorgebouw met eengezinswoning in een verstrakte art-nouveau-stijl     |
| Dubbel huis met gevel onder rechte lijst met attiek | Gebouw                   | tweede helft 17e eeuw                                               |                            | Herengracht 444           | 52° 21' 58" NB, 4° 53' 20" OL | 1850   | Meer afbeeldingen                                                         |
| Dubbel huis met gevel onder rechte lijst en attiek, met zandstenen voorhuispui waaraan balcon | Gebouw                   | tweede helft 17e eeuw                                               |                            | Herengracht 446           | 52° 21' 58" NB, 4° 53' 20" OL | 1851   | Meer afbeeldingen                                                         |
| Pand met zandstenen gevel van uitzonderlijk ontwerp, met panelen op de brede vensterdammen, guirlandes en een geblokte onderpui onder rechte lijst | Woonhuis                 | 18e/19e eeuw                                                        |                            | Herengracht 448           | 52° 21' 57" NB, 4° 53' 21" OL | 1852   | Meer afbeeldingen                                                         |
| Dubbel huis met gelaagde zandstenen gevel met midden- en hoekrisalieten, deuromlijsting en balcon | Woonhuis                 | 1663                                                                | Philips Vingboons          | Herengracht 450           | 52° 21' 57" NB, 4° 53' 21" OL | 1853   | Meer afbeeldingen                                                         |
| Huis met zandstenen gevel onder rechte lijst | Woonhuis                 | 1680 (kern)                                                         |                            | Herengracht 452           | 52° 21' 57" NB, 4° 53' 22" OL | 1854   | Meer afbeeldingen                                                         |
| Huis met gevel met hoekrisaliet en de helft van de vroeger met 452 gedeelde middenrisaliet, onder latere rechte lijst | Woonhuis                 | 1680                                                                |                            | Herengracht 454           | 52° 21' 57" NB, 4° 53' 22" OL | 1855   | Meer afbeeldingen                                                         |
| Dubbel huis met gevel voorzien van hoek- en middenrisalieten, onder rechte lijst en attiek | Woonhuis                 | eerste kwart 19e eeuw                                               |                            | Herengracht 456           | 52° 21' 56" NB, 4° 53' 23" OL | 1856   | Meer afbeeldingen                                                         |
| Dubbel huis met gevel in traditionele trant, voorzien van zandstenen hoekrisalieten en -middenpartij waarop fronton | Woonhuis                 | 1875                                                                |                            | Herengracht 458           | 52° 21' 56" NB, 4° 53' 23" OL | 1857   | Meer afbeeldingen                                                         |
| Dubbel huis met gevel met hoeklisenen en middenrisaliet, onder rechte lijst met attiek | Gebouw                   | 17e/18e/19e eeuw                                                    |                            | Herengracht 460           | 52° 21' 56" NB, 4° 53' 24" OL | 1858   | Meer afbeeldingen                                                         |
| Huis Sweederijck | Gebouw                   | ca. 1671 (bouw) 1759 (uitbr.)                                       |                            | Herengracht 462           | 52° 21' 55" NB, 4° 53' 24" OL | 1859   | Meer afbeeldingen                                                         |
| Hoekhuis met gevel met gelaagde hoeklisenen en rechte lijst met attiek | Gebouw                   | ca. 1700                                                            |                            | Herengracht 464           | 52° 21' 55" NB, 4° 53' 25" OL | 1860   | Meer afbeeldingen                                                         |
| Pand gebouwd door middel van hergebruik bestaande woning en twee nieuwe traveeën | Gebouw                   | 1669/1894                                                           |                            | Herengracht 466           | 52° 21' 55" NB, 4° 53' 26" OL | 1861   | Meer afbeeldingen                                                         |
| Dubbel huis met gevel met middenrisaliet | Gebouw                   | 1669                                                                |                            | Herengracht 468           | 52° 21' 55" NB, 4° 53' 27" OL | 1862   | Meer afbeeldingen                                                         |
| Dubbel huis met gevel met risaliet over de drie rechtse traveeën als pendant van de vroegere gevel van 468 | Handel en kantoor        | 1669                                                                |                            | Herengracht 470           | 52° 21' 55" NB, 4° 53' 28" OL | 1863   | Meer afbeeldingen                                                         |
| Dubbel huis met gevel met middenrisaliet en hoeklisenen, onder rechte lijst en attiek op de middenrisaliet | Woonhuis                 | 1673                                                                |                            | Herengracht 472           | 52° 21' 55" NB, 4° 53' 29" OL | 1864   | Meer afbeeldingen                                                         |
| Huis met zandstenen gevel | Woonhuis                 | 1669 (bouw) 18e eeuw (verb.)                                        |                            | Herengracht 474           | 52° 21' 54" NB, 4° 53' 29" OL | 1865   | Meer afbeeldingen                                                         |
| Dubbel huis met gevel waarin doorgaande Korinthische pilasters | Woonhuis                 | 1670                                                                |                            | Herengracht 476           | 52° 21' 54" NB, 4° 53' 30" OL | 1866   | Meer afbeeldingen                                                         |
| Tuinhuis | Gebouw                   | eerste helft 18e eeuw                                               |                            | Herengracht bij 476       | 52° 21' 54" NB, 4° 53' 30" OL | 528388 | Meer afbeeldingen                                                         |
| Dubbel huis met gevel voorzien van middenrisaliet en hoeklisenen, onder rechte lijst met attiek | Gebouw                   | 1670                                                                |                            | Herengracht 478           | 52° 21' 54" NB, 4° 53' 31" OL | 1867   | Meer afbeeldingen                                                         |
| Dubbel huis met gevel voorzien van middenrisaliet en hoeklisenen | Gebouw                   | 1670                                                                |                            | Herengracht 480           | 52° 21' 54" NB, 4° 53' 31" OL | 1868   | Meer afbeeldingen                                                         |
| Koningssluis | Brug                     | 1921                                                                | Jo van der Mey Piet Kramer | Herengracht/brug nr. 29   | 52° 22' 0" NB, 4° 53' 18" OL  | 518393 | Meer afbeeldingen                                                         |
| Dubbel huis met drie traveeën brede zandstenen gevel met middenrisaliet en geblokte hoeklisenen, versierde middentravee waarin marmeren balcon | Gebouw                   | eerste kwart 18e eeuw                                               |                            | Herengracht 495           | 52° 21' 57" NB, 4° 53' 29" OL | 1661   | Meer afbeeldingen                                                         |
| Huis van zes traveeën, onder schilddak | Gebouw                   | 1666/1667                                                           |                            | Herengracht 497A          | 52° 21' 56" NB, 4° 53' 30" OL | 1662   | Meer afbeeldingen                                                         |
| Dubbel huis met gevel van drie traveeën met middenrisaliet en geblokte hoeklisenen, rechte triglyfenlijst, zandstenen midden traveeversiering met wapens van loon en de witt en versierde sto | Gebouw                   | 1667                                                                |                            | Herengracht 499           | 52° 21' 56" NB, 4° 53' 30" OL | 1663   | Meer afbeeldingen                                                         |
| Pand met gepleisterde gevel onder gesneden klossenlijst op hardstenen onderpui waarin beeldhouwwerk te weerszijden van de deur | Gebouw                   | ca. 1800                                                            |                            | Herengracht 501           | 52° 21' 56" NB, 4° 53' 31" OL | 1664   | Meer afbeeldingen                                                         |
| Pand met zandstenen gevel onder triglyfenlijst, met getoogde omlijste deur en vensters | Gebouw                   | derde kwart 18e eeuw                                                |                            | Herengracht 503           | 52° 21' 56" NB, 4° 53' 31" OL | 1665   | Meer afbeeldingen                                                         |
| Pand met klokgevel met festoen | Gebouw                   | 1683                                                                |                            | Herengracht 505           | 52° 21' 56" NB, 4° 53' 32" OL | 1666   | Meer afbeeldingen                                                         |
| Dubbel huis met zandstenen gevel met Korinthische pilasters in de middenrisaliet, waarop een fronton geflankeerd door twee dakkapellen | Gebouw                   | 1668/1676                                                           |                            | Herengracht 507           | 52° 21' 56" NB, 4° 53' 32" OL | 1667   | Meer afbeeldingen                                                         |
| Dubbel huis met gebeeldhouwde zandstenen gevel met middenrisaliet waarin ionische pilasters, onder gebeeldhouwde lijst, fronton en attiek | Gebouw                   | mogelijk derde kwart 17e eeuw (kern)                                |                            | Herengracht 527           | 52° 21' 55" NB, 4° 53' 37" OL | 1668   | Meer afbeeldingen                                                         |
| Pand met klokgevel | Gebouw                   | 17e/19e/20e eeuw                                                    |                            | Herengracht 529           | 52° 21' 55" NB, 4° 53' 37" OL | 1669   | Meer afbeeldingen                                                         |
| Dubbel huis met drieraams zandstenen gevel van zeer monumentale verhoudingen, onder rechte lijst met triglyfen, consoles en door beelden bekroonde attiek | Gebouw                   | eerste kwart 18e eeuw                                               |                            | Herengracht 539           | 52° 21' 55" NB, 4° 53' 40" OL | 1670   | Meer afbeeldingen                                                         |
| Dubbel huis met zandstenen gevel met hoeklisenen, onder rechte lijst met triglyfen, consoles en attiek, gebeeldhouwde middentravee met balkon | Gebouw                   | korte na 1670 (kern)                                                |                            | Herengracht 543           | 52° 21' 55" NB, 4° 53' 41" OL | 1672   | Meer afbeeldingen                                                         |
| Bankgebouw in stijl van Berlagianisme | Handel en kantoor        | 1913-1914                                                           | J.F. Staal jr.             | Herengracht 545           | 52° 21' 55" NB, 4° 53' 42" OL | 518503 | Meer afbeeldingen                                                         |
| Pand met gevel met middenrisaliet, onder gesneden rechte lijst met consoles | Gebouw                   | tweede helft 17e eeuw (kern)                                        |                            | Herengracht 551           | 52° 21' 54" NB, 4° 53' 42" OL | 1673   | Meer afbeeldingen                                                         |
| Pand met gevel met gebeeldhouwde kelderpui, gesneden deuromlijsting en ornament onder de middenvensters | Gebouw                   | tweede kwart 18e eeuw                                               |                            | Herengracht 553           | 52° 21' 54" NB, 4° 53' 43" OL | 1674   | Meer afbeeldingen                                                         |
| Pand met gevel onder armelijke klokvormige rollagentop | Gebouw                   | tweede helft 17e eeuw                                               |                            | Herengracht 555           | 52° 21' 54" NB, 4° 53' 43" OL | 1675   | Meer afbeeldingen                                                         |
| Smal huis onder dak | Gebouw                   | tweede helft 17e eeuw                                               |                            | Herengracht 561           | 52° 21' 54" NB, 4° 53' 44" OL | 1676   | Smal huis onder dak                                                       |
| Huis onder dwars dak, gevel onder rechte lijst met consoles | Gebouw                   | eerste helft 18e eeuw                                               |                            | Herengracht 563           | 52° 21' 54" NB, 4° 53' 46" OL | 1677   | Meer afbeeldingen                                                         |
| Pand met halsgevel | Gebouw                   | tweede helft 17e eeuw                                               |                            | Herengracht 565           | 52° 21' 40" NB, 4° 53' 52" OL | 1678   | Meer afbeeldingen                                                         |
| Pand met gevel onder gebeeldhouwde zandstenen verhoogde lijst | Gebouw                   | eerste kwart 18e eeuw                                               |                            | Herengracht 567           | 52° 21' 54" NB, 4° 53' 47" OL | 1679   | Meer afbeeldingen                                                         |
| Pand met gevel (oorspronkelijk klokgevel) | Gebouw                   | 1668 18e eeuw (verbouwd)                                            |                            | Herengracht 569A          | 52° 21' 54" NB, 4° 53' 48" OL | 1680   | Meer afbeeldingen                                                         |
| Dubbel huis met gevel voorzien van een middenrisaliet en hoeklisenen onder rechte lijst met gesneden fronton en twee dakkapellen | Gebouw                   | 18e eeuw                                                            |                            | Herengracht 571           | 52° 21' 55" NB, 4° 53' 48" OL | 1681   | Meer afbeeldingen                                                         |
| Tassenmuseum Hendrikje | Gebouw                   | derde kwart 17e eeuw (kern)                                         |                            | Herengracht 573           | 52° 21' 55" NB, 4° 53' 49" OL | 1682   | Meer afbeeldingen                                                         |
| Huis onder rechte lijst met dakkapel | Gebouw                   | derde kwart 17e eeuw (kern)                                         |                            | Herengracht 575           | 52° 21' 55" NB, 4° 53' 49" OL | 1683   | Meer afbeeldingen                                                         |
| Huis onder rechte lijst met dakkapel | Gebouw                   | derde kwart 17e eeuw                                                |                            | Herengracht 577           | 52° 21' 55" NB, 4° 53' 49" OL | 1684   | Huis onder rechte lijst met dakkapel                                      |
| Helft van dubbel-huis | Gebouw                   | derde kwart 17e eeuw                                                |                            | Herengracht 579           | 52° 21' 55" NB, 4° 53' 50" OL | 1685   | Helft van dubbel-huis                                                     |
| Helft van dubbel-huis | Gebouw                   | derde kwart 17e eeuw                                                |                            | Herengracht 581           | 52° 21' 55" NB, 4° 53' 50" OL | 1686   | Meer afbeeldingen                                                         |
| Dubbel huis met gevel met zandstenen hoeklisenen en kelderpui met gebeeldhouwde cordonlijst, versierde stoep met flesbaluster | Gebouw                   | tweede helft 17e eeuw                                               |                            | Herengracht 605           | 52° 21' 56" NB, 4° 53' 56" OL | 1687   | Meer afbeeldingen                                                         |
| Pand met klokgevel met middenrisaliet en driehoekige zoldervensters | Gebouw                   | 1670                                                                |                            | Herengracht 607           | 52° 21' 56" NB, 4° 53' 57" OL | 1688   | Meer afbeeldingen                                                         |
| Twee huizen, de eerste met twee traveeën (nr 611) en eentje met 4 traveeën (nr. 609) | Woonhuis                 | ca. 1750                                                            |                            | Herengracht 609-611       | 52° 21' 57" NB, 4° 53' 57" OL | 1689   | Meer afbeeldingen                                                         |
| Twee huizen achter een gevel van vijf traveeën | Woonhuis                 | tweede helft 17e eeuw                                               |                            | Herengracht 615A          | 52° 21' 56" NB, 4° 53' 59" OL | 1690   | Meer afbeeldingen                                                         |
| Dubbel huis met gevel van drie traveeën, voorzien van geblokte hoeklisenen onder rechte lijst | Woonhuis                 | tweede helft 17e eeuw                                               |                            | Herengracht 619           | 52° 21' 57" NB, 4° 53' 59" OL | 1691   | Meer afbeeldingen                                                         |
| Enig overgebleven huis van een blok gebouwd door Adriaan Dortsman | Woonhuis                 | 1670                                                                |                            | Herengracht 623           | 52° 21' 57" NB, 4° 54' 0" OL  | 1692   | Meer afbeeldingen                                                         |
| Vaste plaatbrug Isa van Eeghenbrug | Brug                     | 1922                                                                | Piet Kramer                | Herengracht/brugnummer 30 | 52° 21' 54" NB, 4° 53' 34" OL | 518391 | Meer afbeeldingen                                                         |
| Dubbel hoekhuis met aan voor- en zijkant gevels van drie traveeën met geblokte hoeklisenen | Gebouw                   | tweede helft 17e eeuw                                               |                            | Herengracht 498           | 52° 21' 54" NB, 4° 53' 35" OL | 1869   | Meer afbeeldingen                                                         |
| Dubbel huis met gevel met geblokte hoeklisenen daklijst met balustrade, ingangspartij en getoogde vensters | Gebouw                   | tweede helft 17e eeuw                                               |                            | Herengracht 500           | 52° 21' 54" NB, 4° 53' 36" OL | 1870   | Meer afbeeldingen                                                         |
| Huis met de Kolommen | Gebouw                   | 1672 laatste kwart 18e eeuw (verbouwd)                              |                            | Herengracht 502           | 52° 21' 53" NB, 4° 53' 36" OL | 1871   | Meer afbeeldingen                                                         |
| Pand met halsgevel als vleugelstukken | Gebouw                   | tweede helft 17e eeuw                                               |                            | Herengracht 504           | 52° 21' 53" NB, 4° 53' 37" OL | 1872   | Meer afbeeldingen                                                         |
| Pand met halsgevel met vleugelstukken die eindigen in leeuwepoten | Gebouw                   | 17e/19e eeuw                                                        | Pieter Adolfse de Zeeuw    | Herengracht 506           | 52° 21' 53" NB, 4° 53' 37" OL | 1873   | Meer afbeeldingen                                                         |
| Pand met halsgevel met hoornblazende trizonen als vleugelstukken | Gebouw                   | laatste kwart 17e eeuw                                              | Pieter Adolfse de Zeeuw    | Herengracht 508           | 52° 21' 53" NB, 4° 53' 38" OL | 1874   | Meer afbeeldingen                                                         |
| Pand met halsgevel met zeegoden op dolfijnen als vleugelstukken | Gebouw                   | laatste kwart 17e eeuw                                              | Pieter Adolfse de Zeeuw    | Herengracht 510           | 52° 21' 53" NB, 4° 53' 38" OL | 1875   | Meer afbeeldingen                                                         |
| Pand met vierraamsgevel onder rechte lijst | Woonhuis                 | 1687/1688                                                           |                            | Herengracht 512           | 52° 21' 53" NB, 4° 53' 39" OL | 1876   | Meer afbeeldingen                                                         |
| Breed dubbel huis onder schilddak | Gebouw                   | tweede kwart 17e eeuw                                               |                            | Herengracht 514           | 52° 21' 53" NB, 4° 53' 39" OL | 1877   | Meer afbeeldingen                                                         |
| Pand met gevel onder rechte lijst | Gebouw                   | laatste kwart 17e eeuw                                              |                            | Herengracht 516           | 52° 21' 53" NB, 4° 53' 40" OL | 1878   | Meer afbeeldingen                                                         |
| Dubbel huis | Gebouw                   | tweede helft 17e eeuw                                               |                            | Herengracht 518           | 52° 21' 53" NB, 4° 53' 41" OL | 1879   | Meer afbeeldingen                                                         |
| Dubbel huis met gevel met hoeklisenen, onder rechte stenen lijst met attiek | Handel en kantoor        | ca. 1725                                                            |                            | Herengracht 520           | 52° 21' 53" NB, 4° 53' 41" OL | 1880   | Meer afbeeldingen                                                         |
| Pand met gevel onder rechte lijst en hardstenen onderpui | Gebouw                   | eerste helft 19e eeuw                                               |                            | Herengracht 522           | 52° 21' 52" NB, 4° 53' 42" OL | 1881   | Meer afbeeldingen                                                         |
| Pand met halsgevel | Gebouw                   | eerste kwart 18e eeuw                                               |                            | Herengracht 524           | 52° 21' 52" NB, 4° 53' 42" OL | 1882   | Meer afbeeldingen                                                         |
| Pand met halsgevel met dolfijnen als vleugelstukken | Gebouw                   | laatste kwart 17e eeuw                                              |                            | Herengracht 526           | 52° 21' 52" NB, 4° 53' 43" OL | 1883   | Meer afbeeldingen                                                         |
| 528-530: Twee woonhuizen onder één dak, gebouwd in opdracht van de gebroeders Louis of Lodewijk Trip (1605-1684) en Hendrick Trip (1607-1666), diezelfde opdrachtgevers van het Trippenhuis aan de Kloveniersburgwal 29 te Amsterdam. Pand met gevel onder rechte lijst waarop dakkapel met fronton (17e eeuw). Deur- en vensteromlijstingen (18e eeuw). Vestibule verbouwd door architect Eduard Cuypers (1895). | Woonhuis                 | tweede helft 17e eeuw                                               |                            | Herengracht 528           | 52° 21' 53" NB, 4° 53' 43" OL | 1884   | Meer afbeeldingen                                                         |
| 528-530: Twee woonhuizen onder één dak, gebouwd in opdracht van de gebroeders Louis of Lodewijk Trip (1605-1684) en Hendrick Trip (1607-1666), diezelfde opdrachtgevers van het Trippenhuis aan de Kloveniersburgwal 29 te Amsterdam. Pand met gevel onder rechte lijst waarop dakkapel met fronton (17e eeuw). Empire snijraamhek.                                                                               | Woonhuis                 | tweede helft 17e eeuw                                               |                            | Herengracht 530           | 52° 21' 53" NB, 4° 53' 43" OL | 1885   | Meer afbeeldingen                                                         |
| Ondiep huis onder dwars dak | Gebouw                   | tweede helft 17e eeuw                                               |                            | Herengracht 532           | 52° 21' 52" NB, 4° 53' 44" OL | 1886   | Meer afbeeldingen                                                         |
| Hoekhuis onder omlopend schilddak voorgevel | Gebouw                   | tweede helft 17e eeuw                                               |                            | Herengracht 534           | 52° 21' 52" NB, 4° 53' 46" OL | 1887   | Meer afbeeldingen                                                         |
| Huis met gevel onder rechte lijst | Gebouw                   | 1672                                                                |                            | Herengracht 536           | 52° 21' 52" NB, 4° 53' 46" OL | 1888   | Meer afbeeldingen                                                         |
| Pand met gevel onder rechte lijst | Gebouw                   | tweede helft 19e eeuw                                               |                            | Herengracht 538           | 52° 21' 53" NB, 4° 53' 47" OL | 1889   | Meer afbeeldingen                                                         |
| Pand met gevel onder rijk bewerkte verhoogde lijst | Gebouw                   | tweede helft 19e eeuw                                               |                            | Herengracht 540           | 52° 21' 52" NB, 4° 53' 47" OL | 1890   | Meer afbeeldingen                                                         |
| Dubbel huis met gevel voorzien van middenrisaliet en hoeklisenen | Gebouw                   | 17e/18e eeuw                                                        |                            | Herengracht 546           | 52° 21' 53" NB, 4° 53' 48" OL | 1891   | Meer afbeeldingen                                                         |
| Dubbel huis met gevel, voorzien van middenrisaliet en hoeklisenen, onder rechte lijst en attiek | Gebouw                   | 18e/19e eeuw                                                        |                            | Herengracht 548           | 52° 21' 53" NB, 4° 53' 49" OL | 1892   | Meer afbeeldingen                                                         |
| Dubbel huis met zandstenen van festoenen voorziene gevel onder rechte lijst en attiek, evenals de gebeeldhouwde ingangspartij met balcon | Gebouw                   | 17e/18e eeuw                                                        |                            | Herengracht 554           | 52° 21' 53" NB, 4° 53' 51" OL | 1893   | Meer afbeeldingen                                                         |
| Dubbel huis met schilddak waarop 2 schoorstenen | Gebouw                   | 17e/18e eeuw                                                        |                            | Herengracht 556           | 52° 21' 53" NB, 4° 53' 51" OL | 1894   | Meer afbeeldingen                                                         |
| Hoekhuis met gevel onder rechte lijst | Gebouw                   | laatste kwart 18e eeuw                                              |                            | Herengracht 558           | 52° 21' 54" NB, 4° 53' 52" OL | 1895   | Meer afbeeldingen                                                         |
| Pand met gevel onder latere rechte lijst waarop een verhoging | Gebouw                   | tweede kwart 18e eeuw                                               |                            | Herengracht 560           | 52° 21' 54" NB, 4° 53' 53" OL | 1896   | Meer afbeeldingen                                                         |
| Huis met gevel onder latere rechte lijst waarop een verhoging | Gebouw                   | tweede kwart 18e eeuw                                               |                            | Herengracht 562           | 52° 21' 54" NB, 4° 53' 53" OL | 1897   | Meer afbeeldingen                                                         |
| Pand met zandstenen gevel onder gebeeldhouwde lijstvormige gelobde top | Gebouw                   | eerste helft 18e eeuw                                               |                            | Herengracht 564           | 52° 21' 54" NB, 4° 53' 54" OL | 1898   | Meer afbeeldingen                                                         |
| Dubbel huis | Gebouw                   | 17e/18e eeuw                                                        |                            | Herengracht 566           | 52° 21' 54" NB, 4° 53' 54" OL | 1899   | Meer afbeeldingen                                                         |
| Pand met halsgevel met dierfiguren als vleugelstukken | Woonhuis                 | eerste kwart 18e eeuw                                               |                            | Herengracht 568           | 52° 21' 54" NB, 4° 53' 55" OL | 1900   | Meer afbeeldingen                                                         |
| Pand met halsgevel met dierfiguren als vleugelstukken | Gebouw                   | eerste kwart 18e eeuw                                               |                            | Herengracht 570A          | 52° 21' 54" NB, 4° 53' 55" OL | 1901   | Meer afbeeldingen                                                         |
| Huis met gepleisterde gevel onder versierde rechte lijst | Woonhuis                 | 1666                                                                |                            | Herengracht 572A          | 52° 21' 54" NB, 4° 53' 56" OL | 1902   | Meer afbeeldingen                                                         |
| Pand met klokgevel | Gebouw                   | 1686                                                                |                            | Herengracht 574           | 52° 21' 54" NB, 4° 53' 56" OL | 1903   | Meer afbeeldingen                                                         |
| Dubbel huis met geverfde gelaagde natuurstenen gevel onder rechte lijst met attiek | Gebouw                   | 1666                                                                |                            | Herengracht 576           | 52° 21' 54" NB, 4° 53' 57" OL | 1904   | Meer afbeeldingen                                                         |
| Pand met gevel onder verhoogde lijst nieuwe gevellantaarn op oude arm | Gebouw                   | 1759                                                                |                            | Herengracht 576-580       | 52° 21' 54" NB, 4° 53' 57" OL | 1905   | Meer afbeeldingen                                                         |
| Dubbel huis met gevel | Gebouw                   | korte na 1670 (bouw) laatste kwart 18e eeuw (verb.) 1922 (verhoogd) |                            | Herengracht 576           | 52° 21' 54" NB, 4° 53' 57" OL | 1906   | Meer afbeeldingen                                                         |
| Huis voorzien van een triglyfenlijst gevel, waarboven dwars dak | Gebouw                   | 17e/18e eeuw                                                        |                            | Herengracht 582           | 52° 21' 55" NB, 4° 53' 58" OL | 1907   | Meer afbeeldingen                                                         |
| Huis voorzien van een triglyfenlijst gevel waarboven een dwars dak | Gebouw                   | 17e/18e eeuw                                                        |                            | Herengracht 584           | 52° 21' 55" NB, 4° 53' 59" OL | 1908   | Meer afbeeldingen                                                         |
| Vier traveeën breed huis met thans hierbij getrokken aangebouwd voormalig koetshuis | Gebouw                   | 17e eeuw (kern)                                                     |                            | Herengracht 586A          | 52° 21' 55" NB, 4° 53' 59" OL | 1909   | Meer afbeeldingen                                                         |
| Huis met gevel onder rechte lijst met triglyfen | Gebouw                   | ca. 1670 (bouw) ca. 1800 (verb.)                                    |                            | Herengracht 588           | 52° 21' 55" NB, 4° 53' 59" OL | 1910   | Meer afbeeldingen                                                         |
| Huis met gevel onder rechte lijst met consoles en friesvensters | Gebouw                   | ca. 1670 (bouw) ca. 1800 (verb.)                                    |                            | Herengracht 590           | 52° 21' 55" NB, 4° 54' 0" OL  | 1911   | Meer afbeeldingen                                                         |
| Huis met rechte lijst | Gebouw                   | ca. 1670 (bouw) tweede kwart 18e eeuw (verb.)                       |                            | Herengracht 592           | 52° 21' 55" NB, 4° 54' 0" OL  | 1912   | Meer afbeeldingen                                                         |
| Huis met rechte lijst | Gebouw                   | ca. 1670 (bouw) 18e eeuw                                            |                            | Herengracht 594           | 52° 21' 55" NB, 4° 54' 1" OL  | 1913   | Meer afbeeldingen                                                         |
| Huis met rechte lijst | Gebouw                   | ca. 1670 (bouw) ca. 1800 (vernieuwd)                                |                            | Herengracht 596           | 52° 21' 55" NB, 4° 54' 1" OL  | 1914   | Meer afbeeldingen                                                         |
| Huis met gevel | Gebouw                   | derde kwart 17e eeuw                                                |                            | Herengracht 598           | 52° 21' 55" NB, 4° 54' 1" OL  | 1915   | Meer afbeeldingen                                                         |
| Twee sinds eeuwen samengetrokken huizen waarvan het laatste een hoekhuis | Gebouw                   | derde kwart 17e eeuw                                                |                            | Herengracht 600           | 52° 21' 55" NB, 4° 54' 2" OL  | 1916   | Meer afbeeldingen                                                         |